# Manuel Carrera Pinto

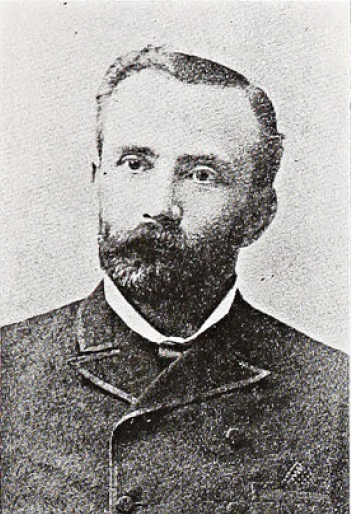
Manuel Carrera Pinto

Manuel Carrera Pinto (Santiago, 1853-Ibídem, 1895) fue un político radical chileno. Como miembro de la Francmasonería Chilena fue uno de los fundadores de Respetable Logia Verdad 10, la cual se encuentra activa al día de hoy.

## Biografía

### Familia

Armas de la Familia Carrera.

Proveniente de un ambiente aristocrático chileno, fue hijo de José Miguel Carrera Fontecilla y de Emilia Pinto Benavente, nieto de José Miguel Carrera por vía paterna, y sobrino-nieto del presidente Francisco Antonio Pinto y sobrino del presidente Aníbal Pinto Garmendia por vía materna. Fue hermano del héroe militar Ignacio Carrera Pinto.
Se casó en Santiago el 9 de julio de 1879 con Isabel Espejo Varas, fallecida en el parto de su primer hijo. Posteriormente, se casó en segundas nupcias con Amanda Smith Massenlli el 29 de octubre de 1888, con quien tuvo dos hijas.

### Carrera política
Nombrado por el Presidente Aníbal Pinto como Intendente de Arauco desde el 4 de febrero de 1881 al 31 de diciembre de 1883. El hospital de Lebu, la capital provincial de Arauco, fue bautizado como Hospital Santa Isabel en homenaje a su difunta esposa. Posteriormente, ejerció como Intendente de Curicó desde el 31 de diciembre de 1883 al 3 de marzo de 1884. Fue Intendente de Atacama en dos periodos: desde el 3 de marzo de 1884 al 15 de abril de 1886 y del 7 de enero al 29 de octubre de 1892.
Fue Diputado por Combarbalá en el periodo 1876-1879. Diputado Suplente por Linares entre 1879-1882.
Falleció en Santiago en 1895.